# Crystal Lake (Connecticut)
Crystal Lake – jednostka osadnicza w Stanach Zjednoczonych, w stanie Connecticut, w hrabstwie Tolland.